# Rynek (Wola Szczucińska)
Rynek – dawna część wsi Wola Szczucińska w Polsce, położona w województwie małopolskim, w powiecie dąbrowskim, w gminie Szczucin.
W latach 1975–1998 Rynek administracyjnie należał do województwa tarnowskiego.
Nazwę zniesiono z 2023 r.